# Victor de Stuers

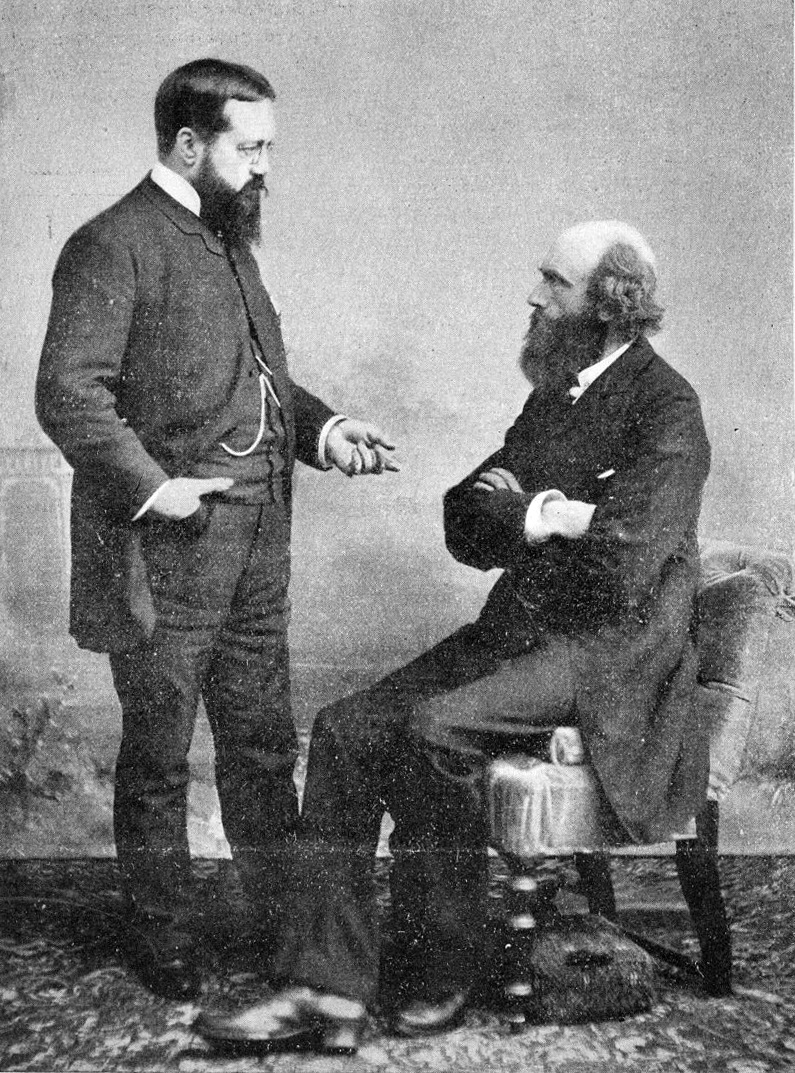
De Stuers en Pierre Cuypers. De Stuers was een opvallend kleine man. Op de meeste foto's van hem en Cuypers is hij daarom staand afgebeeld en Cuypers zittend, circa 1880.

Jonkheer Victor Eugène Louis de Stuers (Maastricht, 20 oktober 1843 - Den Haag, 21 maart 1916) was een Nederlands rijksambtenaar, Tweede Kamerlid en van origine een advocaat. Hij was in Nederland een invloedrijk pleitbezorger voor het behoud van het nationale culturele erfgoed, waaronder monumentenzorg en archieven en een warm voorstander van aandacht voor musea en (historiserende) bouwkunst. De Stuers was de grondlegger van het Nederlandsch Museum voor Geschiedenis en Kunst en voor de academische kunstgeschiedenis in Nederland (aan de Universiteit Utrecht). Zijn verlangen om het Nederlandse tekenonderwijs te verbeteren leidde tot de oprichting van de Rijksnormaalschool voor Teekenonderwijzers.

## Studie en ambtelijke loopbaan
Hij werd geboren als derde zoon van Hubert Joseph Jean Lambert ridder de Stuers (1788-1861) en zijn tweede echtgenote Hortense Joséphine Constance barones Beyens (1814-1869). De Stuers begon in 1861 een studie rechten te Leiden, promoveerde daar op 29 juni 1869 op een proefschrift over de verhouding van de volksvertegenwoordigers tot de kiezers en werd op 16 juli 1869 in Den Haag beëdigd als advocaat bij de Hoge Raad. Hij ging er wonen op Parkstraat 32. Later zou hij ook het huis van de buren, nummer 34, kopen en van beide panden één woning maken. Hij zou er tot zijn dood blijven wonen.
Tijdens zijn studie begon hij zich te interesseren voor het opsporen en in stand houden van historische bouw- en kunstwerken in Nederland. In letterkundig tijdschrift De Gids van november 1873 publiceerde hij zijn bekend geworden epistel Holland op zijn smalst. Op een felle toon bekritiseerde hij daarin de nationale monumentenzorg, de rijksbouwkunst en het museumbeleid. Bij koninklijk besluit van 8 maart 1874 werd het College van Rijksadviseurs voor de Monumenten van Geschiedenis en Kunst opgericht, waarvan De Stuers op voorspraak van de minister van Binnenlandse zaken Geertsema meteen secretaris werd. Dit college van wijze mannen moest op cultureel gebied de minister van Binnenlandse zaken gevraagd en ongevraagd van advies voorzien. De raadsadviseurs correspondeerden dusdanig vaak met het ministerie dat het departement het werk niet meer aankon en minister Jan Heemskerk Azn. besloot daarop om de afdelingen Onderwijs, Kunsten en Wetenschappen te splitsen. Per 1 juli 1875 werd De Stuers benoemd tot referendaris en hoofd van de nieuwe afdeling Kunsten en Wetenschappen. Hij legde daarop het secretariaat bij de rijksadviseurs neer, maar bleef wel commissielid.
De katholieke De Stuers had een fundamenteel andere opvatting over kunstpolitiek dan Thorbecke, die de laatste decennia het beleid had bepaald. Terwijl de liberale minister kunst geen zaak van de overheid vond, zag De Stuers de kunst als een mogelijkheid om het volk op te voeden.

## Driemanschap
De Stuers was hecht bevriend met hoogleraar Joseph Alberdingk Thijm en architect Pierre Cuypers. In de literatuur worden ze veelvuldig omschreven als een driemanschap. De Stuers en Cuypers schreven elkaar duizenden brieven. Op het eind van De Stuers leven kwam er een verwijdering tot stand met Cuypers, hoewel ze elkaar bleven zien.

## Nederlandsch Museum voor Geschiedenis en Kunst
De Stuers creëerde het Nederlandsch Museum voor Geschiedenis en Kunst, dat eerst in Den Haag gevestigd werd en later in het Rijksmuseumgebouw van het Rijksmuseum Amsterdam. De eerste jaren voerde hij het voorlopig directoraat en kocht ook de eerste kunstvoorwerpen in.

## Rijksmuseum Amsterdam

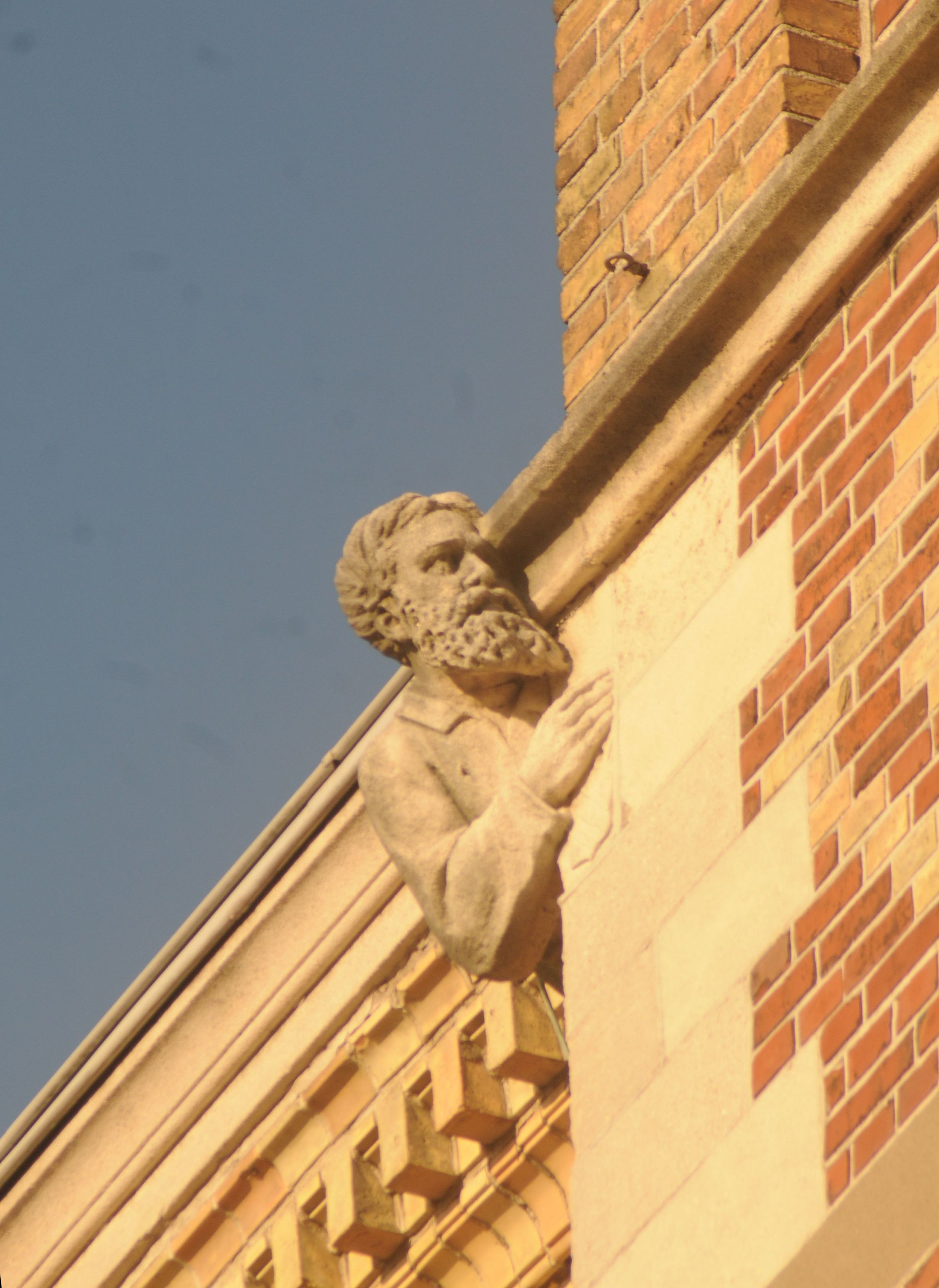
Figuratief ornament, voorstellende Victor de Stuers, aan de achterkant van het Rijksmuseum Amsterdam, gezien vanuit de Rijksmuseumtuin.

De Stuers was met Joseph Alberdingk Thijm intensief betrokken bij het ontwerpen van het Rijksmuseum Amsterdam. Hoewel er kritiek kwam op het ontwerp, werd De Stuers gesteund door minister Heemskerk van Binnenlandse Zaken. Maar de koning weigerde het museum te openen. De bouw viel bijna driemaal zo duur uit als begroot (2,7 miljoen gulden in plaats van een miljoen gulden).
De Stuers steunde de architect Pierre Cuypers tijdens het ontwerpproces, maar was het niet altijd met hem eens. Zo schreef hij hem op 11 januari 1885 over de inrichting van het Rijksmuseumgebouw: "De schoorsteenen in de Zalen Sluis en Zwolle moeten zijn gothisch, en hetzij oorspronkelijk (...) hetzij afgegotene of gecopieerde. In geen geval ontworpene. In de zalen van het Ned. Museum moet alles wat fantasie is zoo streng enigszins doenlijk is, geweerd worden." Door de persoonlijke inbreng van De Stuers kreeg de voorgevel van het Rijksmuseum een veel strakkere 'klassieke' frontispies, anders had de gevel een gotischer aanzien gekregen. Voor het reconstrueren in het Rijksmuseumgebouw van de 13e-eeuwse refter van het cisterciënzersklooster uit Aduard maakte Cuypers gebruik van schetsen die door De Stuers gemaakt waren.
Zijn gelaat is door Cuypers tweemaal op het museumgebouw afgebeeld als een figuratief ornament. Een bevindt zich aan de voorgevel aan de Stadhouderskade, direct naast een van de oude ingangen. De tweede is te zien aan de uitbouw van de Nachtwachtzaal, aan de kant van het Museumplein, tegen de zijkant van een toren en naast de Passage.

## Rijksnormaalschool voor Teekenonderwijzers

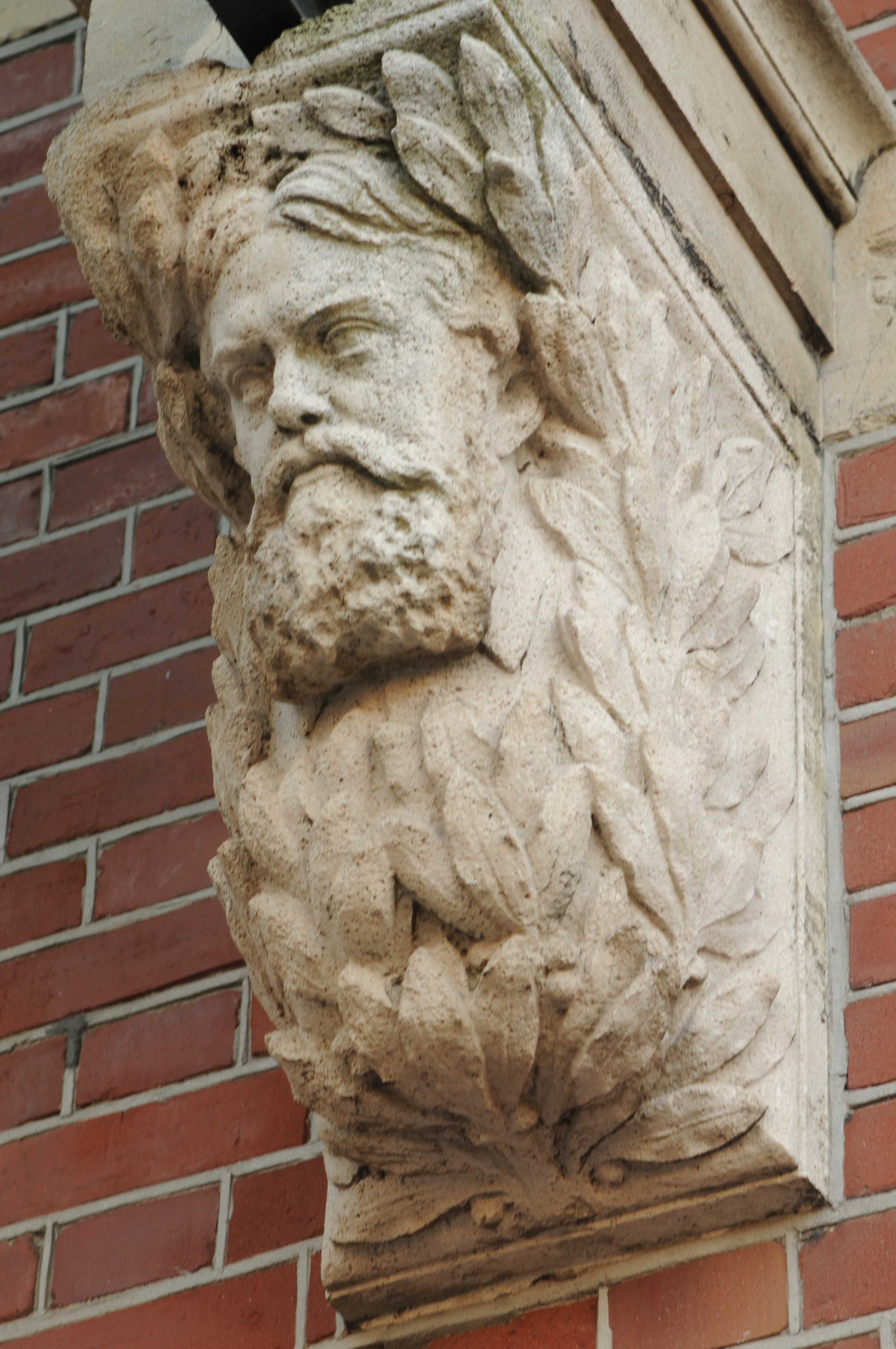
Victor de Stuers op de voorgevel van het Rijksmuseum Amsterdam, direct naast de noordelijke oude ingang.

De Stuers was er een warm voorstander van om de kwaliteit van het tekenonderwijs te verbeteren. Om een beter inzicht te krijgen in wat daarvoor nodig was, nam hij in 1878 zitting in de examencommissie voor de akte MO-tekenen in Delft. Hij werd er meteen voorzitter van. Er werd een eenmalige cursus georganiseerd ter verbetering van het tekenonderwijs. De cursus was een dusdanig succes dat dit in 1881 op voorspraak van De Stuers leidde tot de oprichting van de Rijksnormaalschool voor Teekenonderwijzers, die gevestigd zou worden in het Amsterdamse Rijkmuseumgebouw. Directeur van deze school werd Willem Molkenboer, waarmee De Stuers goede contacten onderhield.

## Haagsch Museum van Kunstnijverheid
Samen met onder meer kunstcriticus Pieter Anne Haaxman was De Stuers in de jaren 1886-1894 betrokken bij de oprichting van het Haagse Museum van Kunstnijverheid. Hij was voorzitter van de daartoe opgerichte “Commissie van beheer voor het a.s. Museum van Kunstnijverheid”. Na de opening zou De Stuers nog jaren bij het museum betrokken blijven, als bestuurslid van de raad van toezicht, maar ook als schenker van kunstvoorwerpen.

## Tweede Kamer
De Stuers was lid van de Tweede Kamer voor de Roomsch-Katholieken van 9 december 1901 tot 18 september 1905; idem voor de Roomsch-Katholieke Kiesvereniging van 19 september 1905 tot 20 september 1909; idem van 28 september 1909 tot 18 september 1913 en van 15 februari 1914 tot zijn dood op 21 maart 1916.
Telg uit een geslacht van koloniaal officieren als Hubert de Stuers hield hij zich behalve met kunst ook bezig met Nederlands-Indië. In 1907 stelde hij samen met de liberaal Thompson de berichten aan de orde over grove misdaden tegen de menselijkheid bedreven door de patrouilles van gouverneur Van Daalen. Hij beriep zich onder meer op de onthullingen van oud-luitenant W.A. van Oorschot in het dagblad De Avondpost, onder het pseudoniem "oud-marechaussee-officier Wekker". De debatten tussen De Stuers en de minister van Oorlog leidden uiteindelijk in 1908 tot het ontslag van Van Daalen door gouverneur-generaal Van Heutsz. Als Tweede Kamerlid had hij tijdens de debatten weleens last van jicht aan de voet. Hij sprak dan niet vanaf het spreekgestoelte, maar vanaf zijn zetel.

## Tekeningen

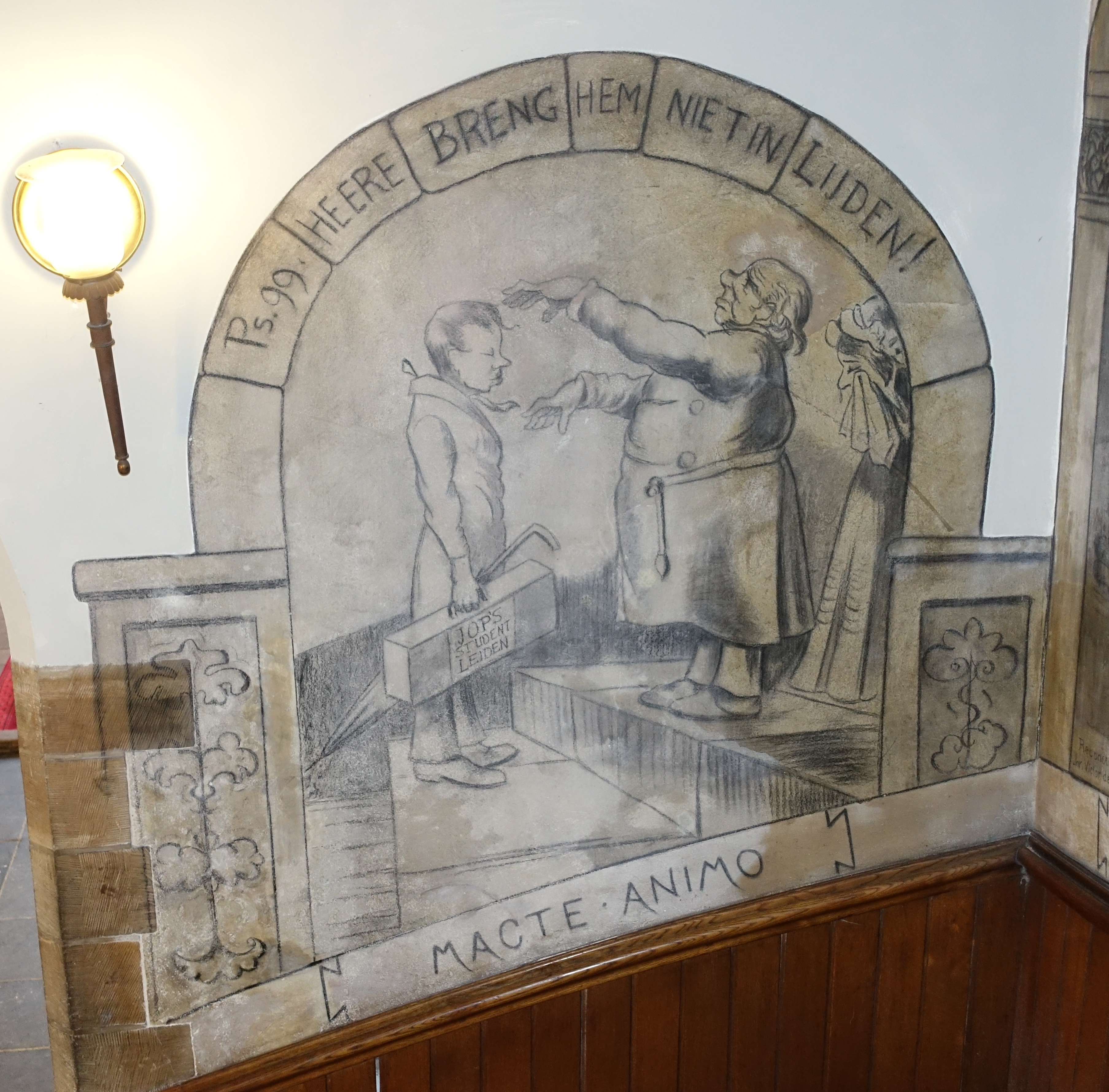
Tekening van Louis Raemaekers uit 1919 in het Leidse Academiegebouw, een reproductie op dezelfde plek van een tekening van De Stuers met een gefingeerde tekst uit Psalmen 99: 'Heere breng hem niet in Lijden!'. Lijden is hier met een hoofdletter geschreven, zodat het verwijst naar de stad Leiden. De student verlaat het ouderlijk huis. Hij ontvangt de zegen van zijn vader, terwijl zijn moeder haar tranen wegveegt.

De Stuers was een begaafd tekenaar. Onder andere tekende hij in 1865 stiekem een humoristisch bedoeld beeldverhaal op de muur van de trap en rond de toegangsdeur van het 'zweetkamertje' in het Academiegebouw van de Universiteit Leiden. De student op de tekeningen moet De Stuers zelf voorstellen. Hij is volgens zijn dochter te herkennen aan de weerspannige haarlok. Zijn ouders en zijn jong overleden zus komen ook op de tekeningen voor. Jaarlijks werden de muren van het Academiegebouw gewit, maar volgens de overlevering gaf degene die voor het witten verantwoordelijk was opdracht om de tekeningen te behouden. In 1886 prees predikant François Haverschmidt, bij het grote publiek beter bekend als Piet Paaltjens, in een artikel "de geniale ontwerper". Ze kregen zelfs een vermelding in de Baedeker reisgids. In 1871 werden ze door Jan Mesker gelithografeerd en vervolgens als almanakprent verspreid. De historicus en hoogleraar te Leiden Johan Huizinga, zelf een verwoed tekenaar, sprak overigens van werk "van een lichtelijk verouderde komische kracht", zonder kunstwaarde.
De houtskooltekeningen werden in 1919 door Louis Raemaekers gerestaureerd. Bij leven had De Stuers Raemaekers voor deze taak uitgekozen. De werkzaamheden zouden al eerder hebben moeten plaatsvinden, maar de Eerste Wereldoorlog gooide roet in het eten. Raemaekers bevond zich toen in Londen. De tekeningen werden duurzaam gereproduceerd. Ze werden ondergekalkt en opnieuw getekend.  Huizinga verzette zich tegen de ingrijpende renovatie, die hij "half vandalisme, half restauritis" noemde. De opdracht voor de restauratie werd echter overgelaten aan een andere hoogleraar historie, P.J. Blok, en die gaf aan dat De Stuers, inmiddels overleden, bij leven de ingrijpende restauratieplannen had goedgekeurd.
In zijn jeugd kreeg De Stuers tekenles van Alexander Schaepkens (1815-1899).

## Victor de Stuersprijs

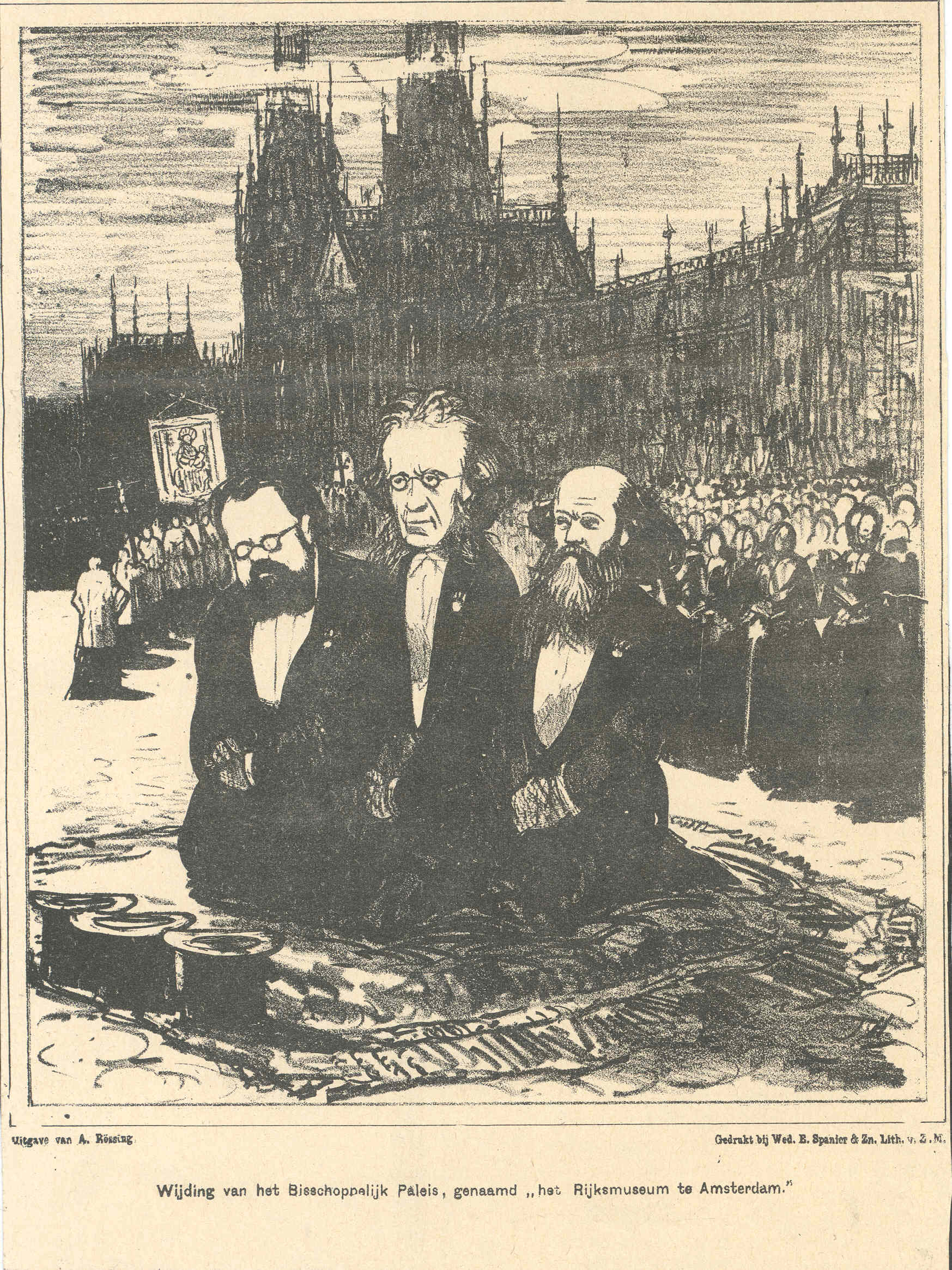
Afgebeeld v.l.n.r. Victor de Stuers, Joseph Alberdingk Thijm en Pierre Cuypers. Critici verweten dit drietal ervoor verantwoordelijk te zijn dat het Rijksmuseum Amsterdam gelijkenissen vertoonde met een middeleeuwse kathedraal. Het onderschrift luidt: "Wijding van het Bisschoppelijk Paleis, genaamd „het Rijksmuseum te Amsterdam“". Spotprent van Jan Holswilder ter gelegenheid van de officiële opening van het museum in 1885.

De Victor de Stuersprijs wordt sinds 1987 jaarlijks uitgereikt door de gemeente Maastricht. Deze prijs is bedoeld voor architecten, opdrachtgevers of instellingen die een belangrijke rol spelen bij de instandhouding van het cultureel erfgoed of de bevordering van de stedenbouwkundige of architectonische kwaliteit in de stad Maastricht. De prijs wordt in even jaren toegekend aan een nieuwbouwproject en in oneven jaren aan een restauratieproject.
Winnaars van de architectuurprijs waren onder anderen: Wiel Arets (1987), Arno Meijs (1998), Hubert-Jan Henket (2000), Jo Coenen en Bruno Albert (2008), Fred Humblé (2012), Mathieu Bruls (2014), Misak Terzibasiyan (2017) en HVN Architecten (2019). De erfgoedprijs werd onder meer toegekend voor de herbestemming van grote monumenten door de Universiteit Maastricht (1993) en de restauraties van de Sint-Servaasbasiliek (1990), het Oude Minderbroedersklooster (1997), de Jezuïetenberg (2001), het Kruisherenhotel (2005), de Kasteelhoeve Borgharen (2009) en het Huis de Pelikaan (2011).

## Victor de Stuersstraat
Zowel in zijn geboortestad Maastricht, als in het eveneens Limburgse Weert en het Gelderse 's-Heerenberg is een straat naar hem vernoemd.

## Persoonlijk leven
Hij trouwde in 1893 met Aurelia Carolina gravin van Limburg Stirum, vrouwe van de Wiersse (1853-1906). Ze kregen één kind: jkvr. Alice de Stuers, vrouwe van de Wiersse (1895-1988), die in 1926 trouwde met William Edward Gatacre (1878-1953).

## Geschriften

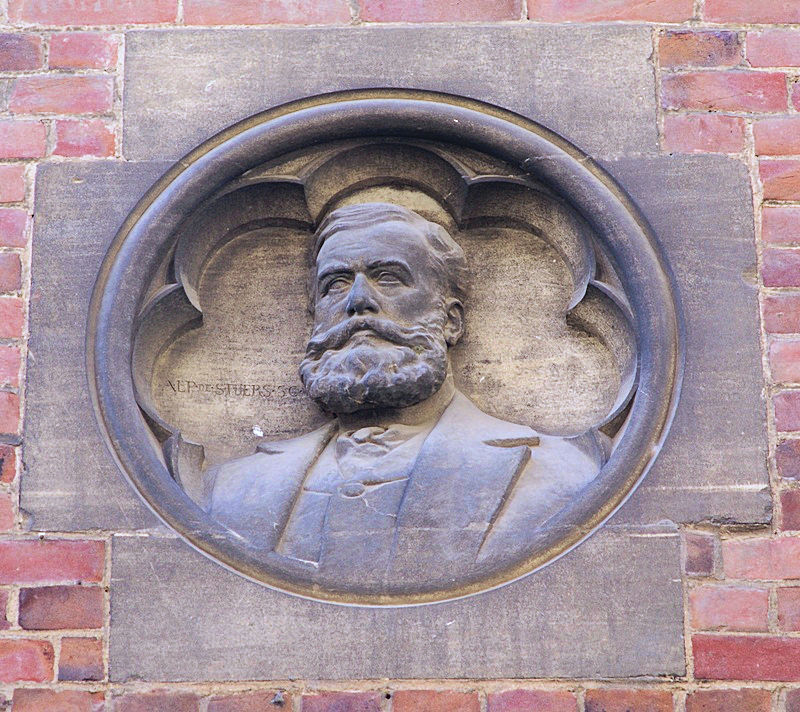
Reliëf van Victor de Stuers (1901) aan de Kruisherengang in Maastricht door zijn broer Alphonse

De Stuers schreef over de onderwerpen kunst en wetenschap en daarmee verbonden aangelegenheden talrijke artikelen en stukken in verschillende bladen, zoals: Le Courrier de la Meuse, Publications de la société historique et archéologique dans le Limbourg, het Leidsch Dagblad, Het Vaderland, De Nederlandsche Spectator, Obreen's Archief, Kunstkronijk, De Kunstbode, Dagblad van Zuid-Holland en 's Gravenhage, Nieuwe Rotterdamsche Courant, De Gids, Haarlemsche Courant enz. Hiervan bestaan enkele opstellen in overdruk:
- Holland op zijn smalst, De Gids 1873 - alhier online te raadplegen in de Digitale Bibliotheek voor de Nederlandse Letteren;
- Iteretur decoctum, ald. 1874, p. 1-40;
- Unitis conjunctibus, ald. 1875;
- Unitis viribus, ald. 1876, p. 239-266;
- Een bouwkundig spook, ald. 1877, p. 3-31
- De Ruïne van Brederode, Kunstbode, 1879;
- Het groot Auditorium, voormalige kapittelzaal van den Dom te Utrecht, ald. 1881.

Afzonderlijk verschenen:
- Notice historique et descriptive des tableaux et des sculptures exposés dans le Musée Royal de La Haye. 's Gravenhage, Martinus Nijhoff 1874.
- Da capo. Een woord over regeering, kunst en oude monumenten. 's-Gravenhage, Thieme, 1875.
- Beknopte beschrijving van de kunstvoorwerpen, tentoongesteld in het Koninklijk kabinet van schilderijen te 's-Gravenhage. 's Gravenhage, Martinus Nijhoff 1875.
- Het Binnenhof en 's lands gebouwen in de residentie. 's-Gravenhage, Van Stockum, 1891.

## Fotogalerij

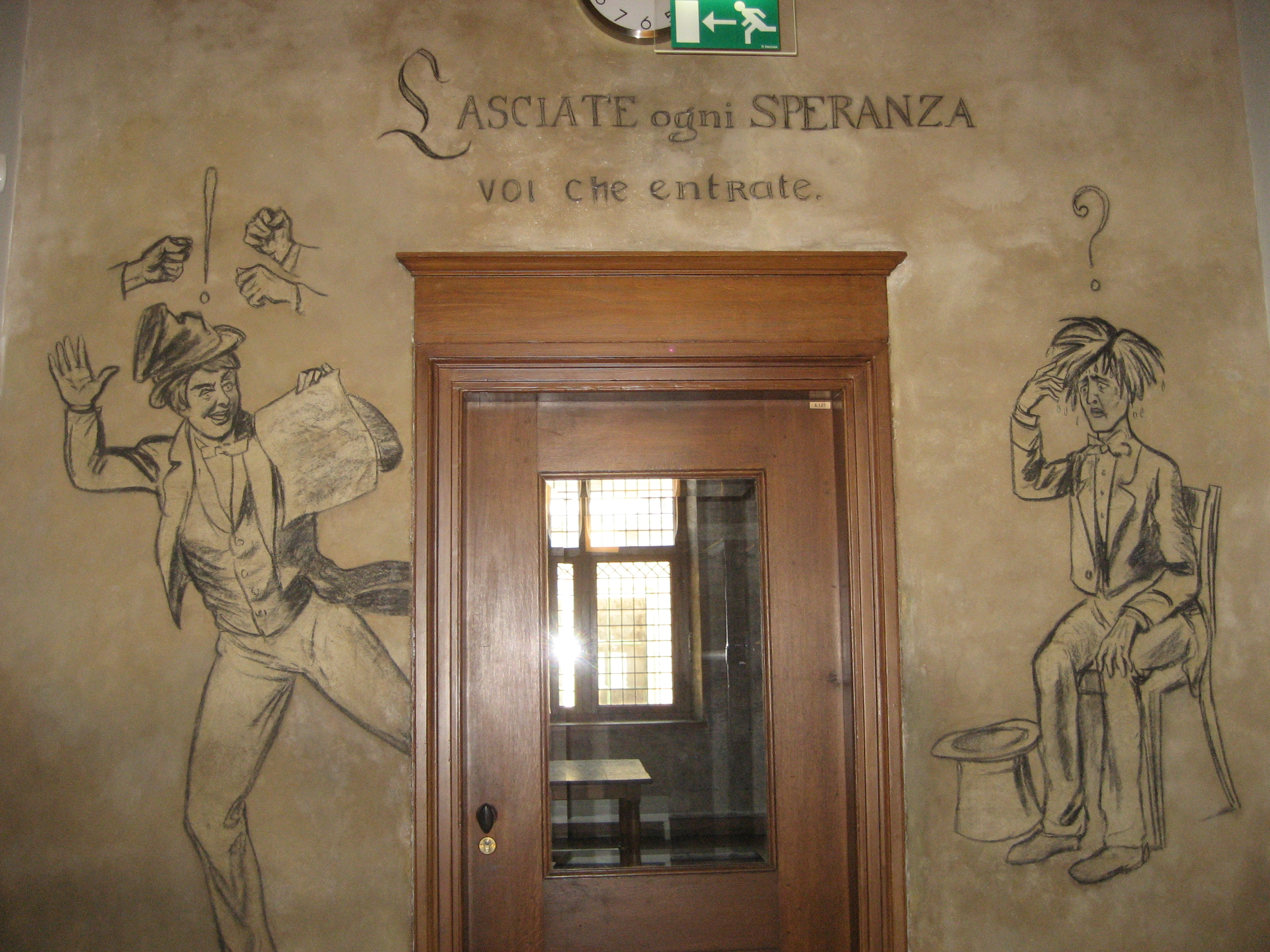
'Zweetkamertje' in het Academiegebouw te Leiden, duurzame reproductie door Louis Raemaekers, uitgevoerd in 1919, van houtskooltekeningen van Victor de Stuers uit 1865
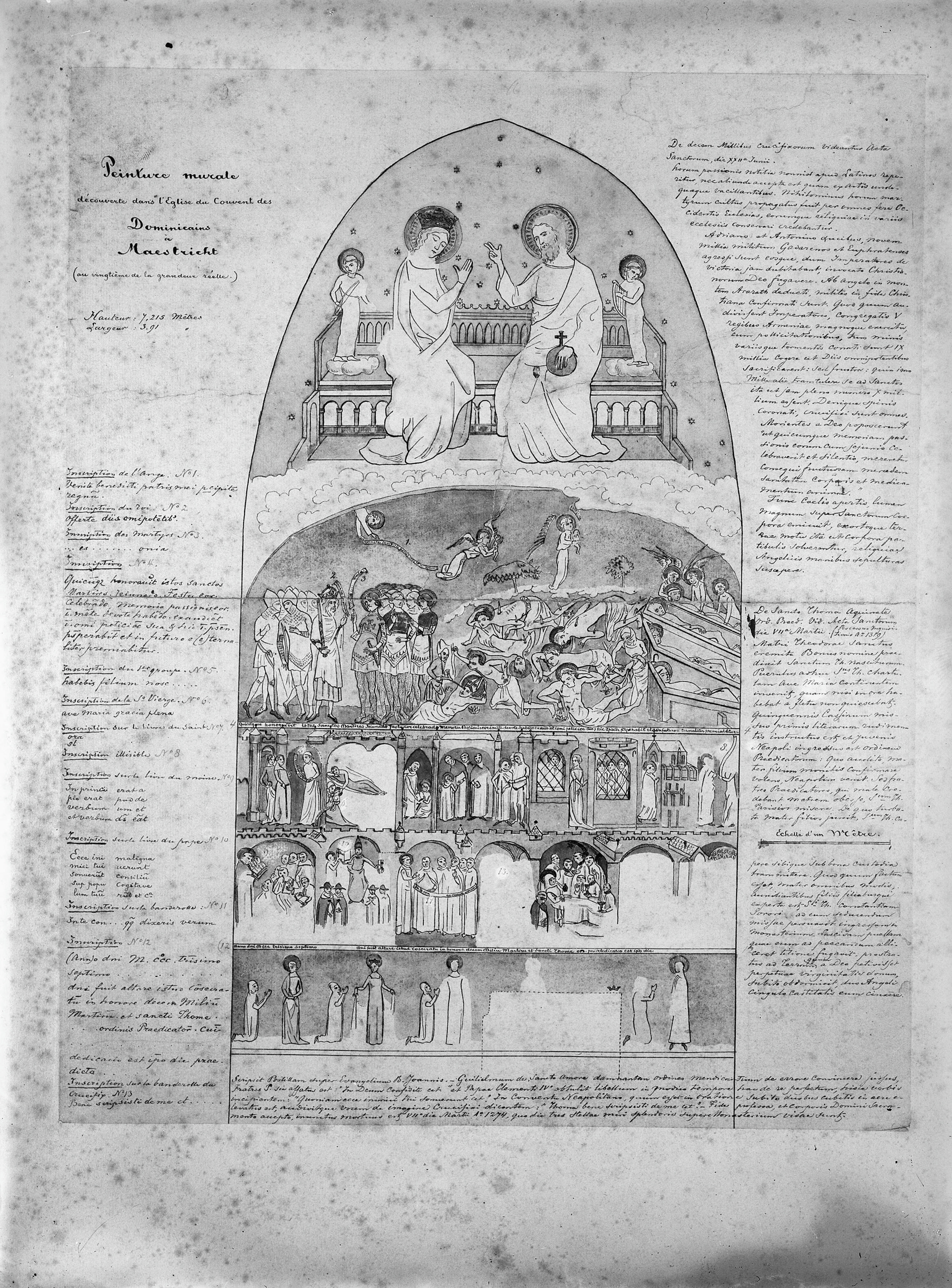
Tekening van fresco in de Dominicanenkerk, Maastricht, ca. 1867
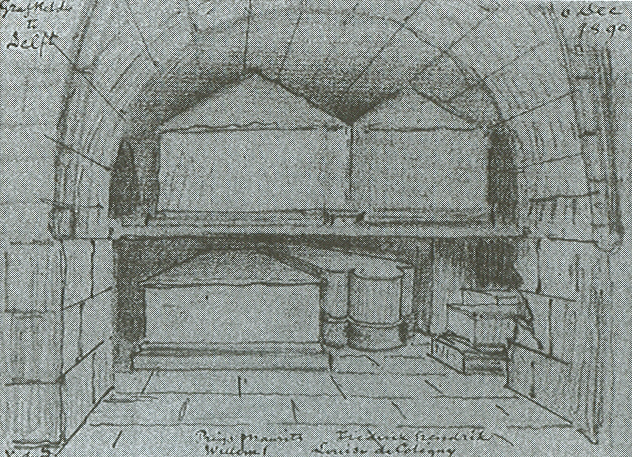
Grafkelder van Oranje-Nassau, Delft, getekend door De Stuers in 1890
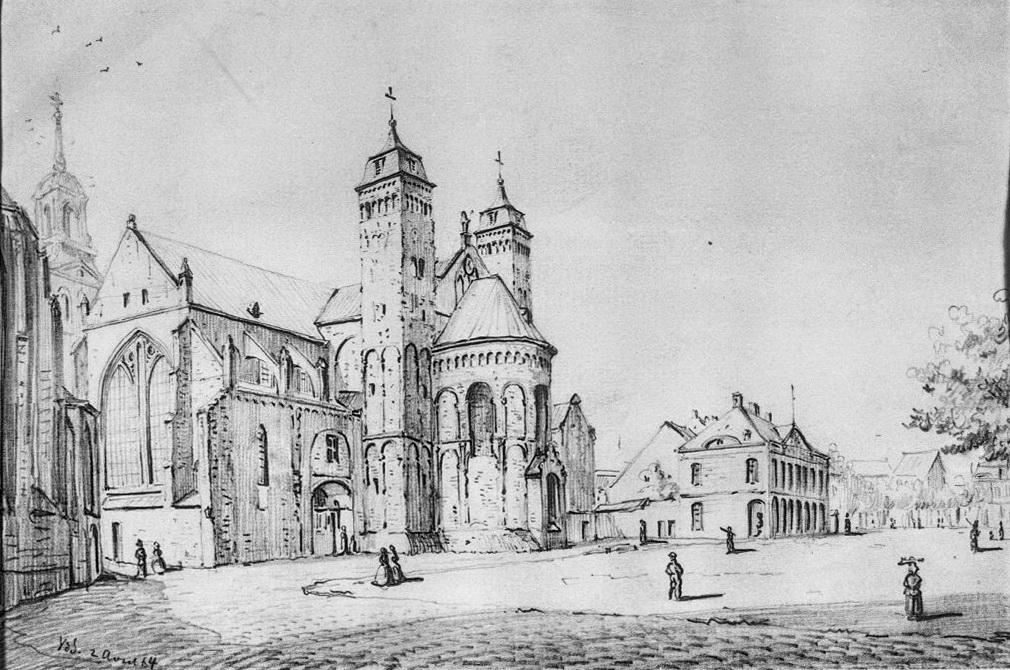
Vrijthof in Maastricht, met St. Servaasbasiliek en Hoofdwacht, tekening van Victor de Stuers uit 1864
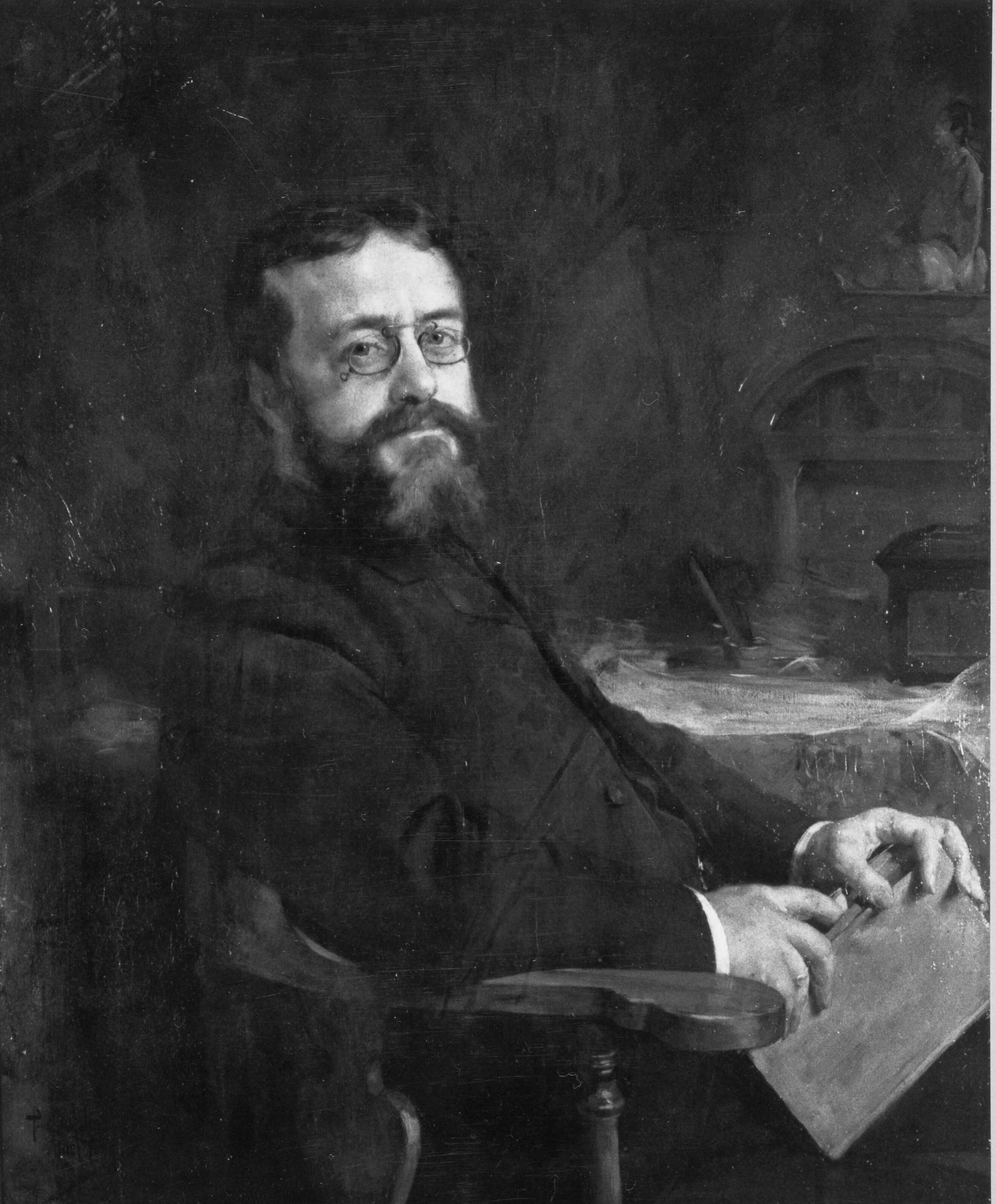
Victor de Stuers, schilderij van P. de Josselin de Jong, 1890
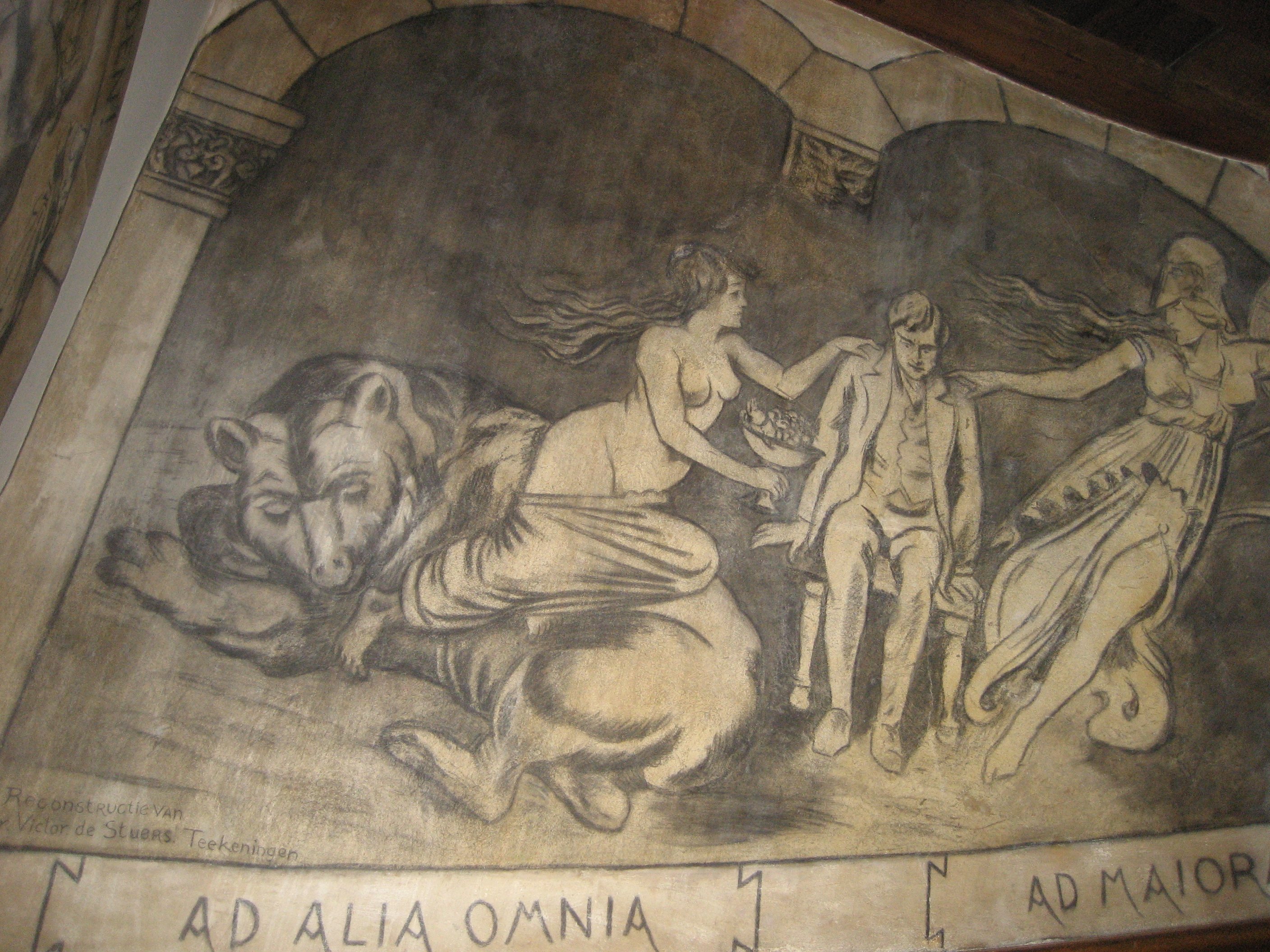
Reproductie van Louis Raemaekers uit 1919 van een van de tekeningen van de hand van Victor de Stuers uit 1865 in het Academiegebouw, Leiden
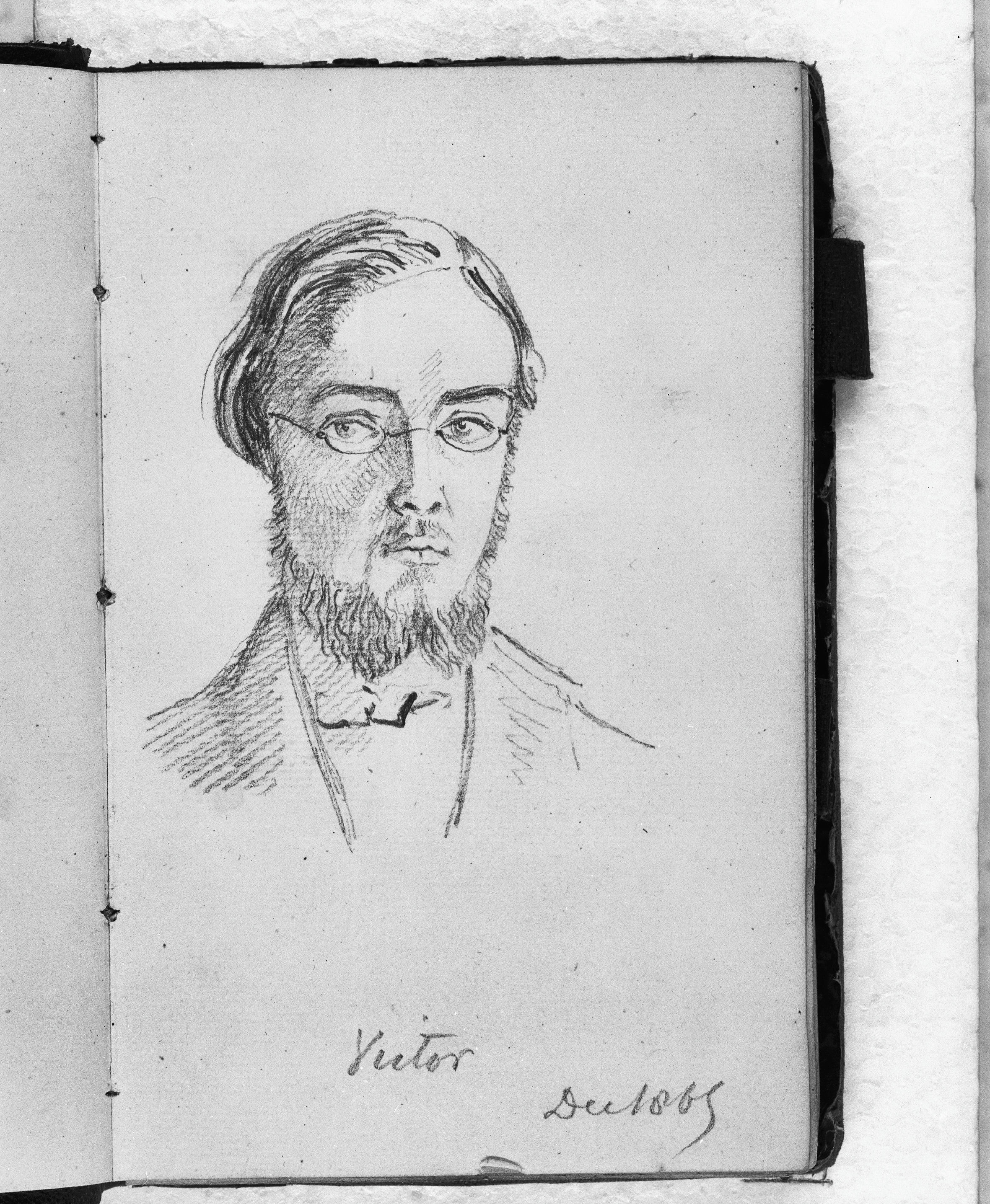
Victor de Stuers, reproductie uit zijn schetsboek
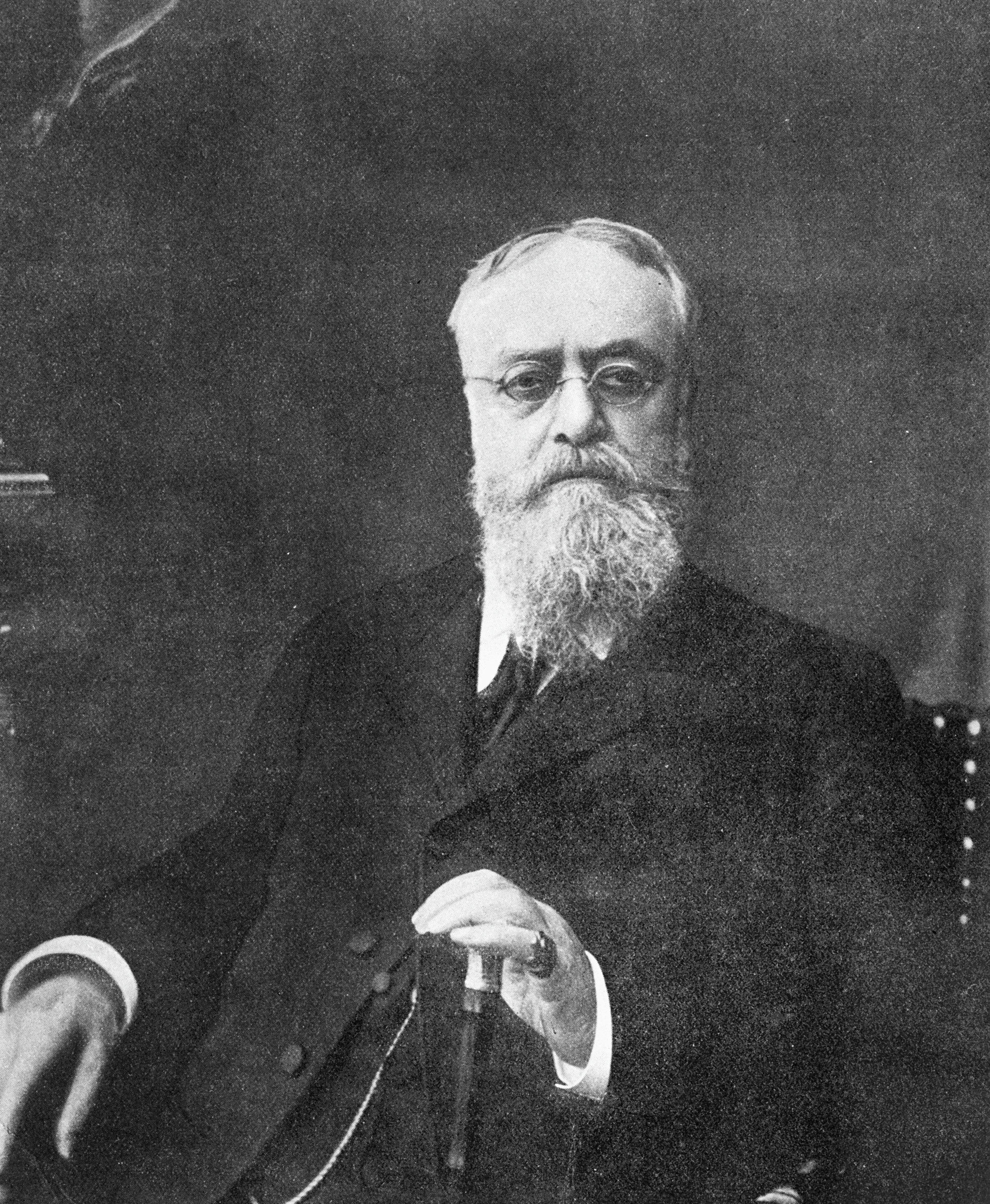
Jhr. mr. Victor de Stuers, circa 1913